# Oliver McGregor, Baron McGregor of Durris
Oliver Ross McGregor, Baron McGregor of Durris (* 25. August 1921 in Durris, Kincardineshire, Schottland; † 10. November 1997 in London) war ein britischer Soziologe und Hochschullehrer, der 1978 als Life Peer aufgrund des Life Peerages Act 1958 Mitglied des House of Lords wurde.

## Leben

### Zweiter Weltkrieg und Beginn der akademischen Laufbahn
McGregor, Sohn eines schottischen Pachtfarmers (Tenant Farmer), trat zu Beginn des Zweiten Weltkrieges freiwillig seinen Militärdienst als Kanonier an, ehe er in das Kriegsministerium (War Office) sowie im Anschluss in das Landwirtschaftsministerium (Ministry of Agriculture) abgeordnet wurde. Nach der Demobilisierung schloss er ein Studium der Wirtschaftsgeschichte an der London School of Economics (LSE) mit Auszeichnung ab.
Seine berufliche Laufbahn begann McGregor 1945 zunächst als Assistant Lecturer sowie dann als Lecturer für Wirtschaftsgeschichte an der University of Hull, ehe er 1947 als Lecturer an das Bedford College der Universität London wechselte und dort bis 1960 unterrichtete.
In seinem ersten wichtigen Fachbuch Divorce in England (1957) unternahm er eine kritische Analyse der Ergebnisse der nach Fergus Morton, Baron Morton of Henryton benannten Königlichen Kommission zur Eheschließung und Scheidung (Royal Commission on Marriage and Divorce) und brachte darin eine Reihe von triftigen, wenngleich auch radikalen Vorschlägen zur Reform des Scheidungsrechts zum Ausdruck.
Während dieser Zeit wirkte er zwischen 1959 und 1960 auch Forschungswissenschaftler (Simon Senior Research Fellow) an der University of Manchester und war im Anschluss von 1960 bis 1964 Reader an der Universität London.

### Professur an der Universität London
1964 nahm McGregor den Ruf auf eine Professur am Lehrstuhl für soziale Institutionen an der Universität London an und lehrte dort bis 1985. Zugleich war er zwischen 1964 und 1977 Leiter der Abteilung für Soziologie des dortigen Bedford College. In dieser Funktion warb er eine Gruppe von herausragenden Gelehrten an, insbesondere auf den Gebieten soziolegaler Studien und Medizinsoziologie. Zugleich wirkte er in dieser Zeit als Vorsitzender des Studienausschusses sowie des Prüfungsausschusses für Sozialpolitik und Verwaltung.
1970 erschien unter seiner Mitautorenschaft unter dem Titel Separated Spouses die erste landesweite repräsentative Untersuchung der Rechtsprechung von Magistratsgerichten zu Ehe und unehelichen Kindern. Die Ergebnisse und Empfehlungen waren ein wichtiger Beitrag in der Debatte über das Familienrecht und dessen anschließende Reform.
Seit den 1970er Jahren verfasste McGregor ferner zahlreiche Artikel zu sozialen und rechtlichen Reformen, die auch seine Beiträge zu den herausragenden Vorlesungen von James Seth einschlossen. Dabei verband er seine akademischen Tätigkeiten mit seinen Diensten als Mitglied von Ausschüssen wie dem zur Durchsetzung von gerichtlichen Schulden (Committee on the Enforcement of Judgement Debts), zur Aufrechterhaltung gesetzlicher Grenzwerte und Landnutzung (Committee on Statutory Maintenance Limits and Land Use) sowie als Präsident des Nationalrates für Ein-Elternteil-Familien (National Council for One-Parent Families) sowie der Nationalen Vereinigung der Bürgerberatungsbüros (National Association of Citizens' Advice Bureaux). Während seiner langen akademischen Tätigkeit versuchte er dabei die Grenzen der Lehre seiner Untersuchungen auszuweiten und die Untersuchungsergebnisse in den zentralen Problemen der sozialen Reformen und des öffentlichen Dienstes anzuwenden.
Neben seiner Lehrtätigkeit an der Universität London wirkte er zwischen 1972 und 1975 auch als Fellow am Wolfson College der University of Oxford. Während dieser Zeit war er auch Direktor des Zentrums für soziolegale Studien der University of Oxford, an dem er eine Reihe von wichtigen universitätsübergreifenden Forschungsprojekten initiierte, die die Universität London, die University of Bristol sowie die University of Oxford einschlossen.
Als Mitglied des Ausschusses zu alleinerziehenden Eltern (Select Committee on One-Parent Families) spielte McGregor eine Schlüsselrolle bei der Förderung der Forschungen und Ausarbeitung von dessen Abschlussbericht, dem nach dem Ausschussvorsitzenden Morris Finer benannten Finer Report aus dem Jahr 1974. Das daraus entstandene gemeinsame Buch The History of the Obligation to Maintain war eine grundlegende historische Analyse über die wechselnden Beziehungen zwischen der Entwicklung des Armenrechts und Familienrechts in Bezug auf die Behandlung unehelicher Kinder in England während des 19. Jahrhunderts.

### Vorsitzender der Königlichen Pressekommission
Die Selbstregulierung auf den Gebieten von Werbung und Presse waren ein weiteres Aufgabenfeld in den Arbeiten von McGregor, der ein entschiedener Verfechter der Pressefreiheit war.
Am 7. März 1975 wurde McGregor, der zuvor Mitglied dieser Kommission war, als Nachfolger des verstorbenen Morris Finer Vorsitzender der Königlichen Pressekommission (Royal Commission on the Press). Diese war im Mai 1974 eingesetzt worden, um die „Faktoren zur Erhaltung der Unabhängigkeit, Vielfalt und redaktionellen Standards von Zeitungen und Zeitschriften und die öffentliche Freiheit der Wahl von nationalen, regionalen und lokalen Zeitungen und Zeitschriften zu untersuchen“ (‚To inquire into the factors affecting the maintenance of the independence, diversity and editorial standards of newspapers and periodicals and the public freedom of choice of newspapers and periodicals, nationally, regionally and locally‘).
Der 1977 veröffentlichte Abschlussbericht der Königlichen Pressekommission gab einen ausführlichen Standpunkt über die verfassungsmäßigen Voraussetzungen der Pressefreiheit, einschließlich zur Reform des damaligen Presserates (Press Council). Der Bericht hob des Weiteren die engen institutionellen und finanziellen Beziehungen zwischen Zeitungen und Werbeindustrie hervor. Daraus folgte notwendigerweise sein Engagement bezüglich der Prinzipien zur Freiheit und Selbstüberwachung der Presse in kommerziellen Angelegenheiten.
1977 wurde er zugleich Vorsitzender der Reuter’s Founders’ Share Company sowie Fellow der London School of Economics.

### Oberhausmitglied und Vorsitzender der Aufsichtsbehörde für Werbestandards und der Pressebeschwerdekommission
Durch ein Letters Patent vom 9. Februar 1978 wurde McGregor als Life Peer mit dem Titel Baron McGregor of Durris, of Hampstead in Greater London, in den Adelsstand erhoben und gehörte bis zu seinem Tod dem House of Lords als Mitglied an. Seine offizielle Einführung (Introduction) in das House of Lords erfolgte am 1. März 1978 mit Unterstützung durch Barbara Wootton und John Hunt, Baron Hunt. Im Oberhaus schloss er sich der Gruppe der parteilosen Peers an, den sogenannten Crossbencher.
Später war Baron McGregor zwischen 1980 und 1990 Vorsitzender der Advertising Standards Authority, eine Organisation zur Selbstüberwachung der Werbewirtschaft. Während dieser zehnjährigen Tätigkeit spielte er eine Schlüsselrolle bei der Überarbeitung der Grundsätze der Werbeindustrie bezüglich des Schutzes öffentlicher Interessen und im Umgang mit Beschwerden. 1986 verlieh ihm die University of Bristol einen Ehrendoktor.
Danach fungierte er noch von 1991 bis 1994 als erster Vorsitzender der Pressebeschwerdekommission PCC (Press Complaints Commission), die als freiwillige Organisation bei Beschwerden über Printmedien wirkte (2014 aufgelöst und durch die Independent Press Standards Organisation ersetzt).
Diese dreijährige Tätigkeit war von einigen Kontroversen belastet, insbesondere durch eine Reihe von hochbrisanten Enthüllungen über das Privatleben von Charles, Prince of Wales und dessen damalige Ehefrau Diana, Princess of Wales, die ihren Höhepunkt in den Buchveröffentlichungen von Andrew Morton erreichten.

## Veröffentlichungen
- The Social Position of Women in England, 1850–1914: A Bibliography. In: The British Journal of Sociology.  Bd. 6, Nr. 1, 1955, S. 48–60, JSTOR:587224.
- Divorce in England. A centenary study. Heinemann, Melbourne u. a. 1957.
- mit Louis Blom-Cooper, Colin Gibson: Separated Spouses. A study of the matrimonial jurisdiction of magistrates’ courts. Duckworth, London 1970, ISBN 0-7156-0549-6.
- Family breakdown and social policy. Maccabaean lecture in jurisprudence. In: Proceedings of the British Academy. Bd. 59, 1973, S. 65–81, (Auch separat: Oxford University Press, London 1973, ISBN 0-19-725718-6).
- mit Morris Finer: The History of the Obligation to Maintain. = Appendix 5. In: Report of the Committee on One-Parent Families. Band 2: Appendices (= Command Papers. Cmnd. 5629-1). HMSO, London 1974, ISBN 0-10-156291-8.
- Social history and law reform (= The Hamlyn Lectures. 31). Stevens, London 1981, ISBN 0-420-45920-0.
- Annual Members’ Conference Held in the Lord Chief Justice’s Court on Saturday 26th March, 1983: Subject: Family Law. Justice, London 1984.